# هضمونية
الهضمونية (الاسم العلمي:Peptococcus) هي جنس من البكتيريا تتبع الفصيلة الهضمونيات من رتبة المطثيات.

## أنواع الهضمونية
- هضمونية سوداء
- هضمونية نسناسية
- هضمونية محبة للجلايسين